# Lista zawodowych mistrzów świata wagi słomkowej w boksie
Waga słomkowa jest najmłodszą kategorią boksu zawodowego. Została wprowadzona w roku 1987 przez IBF a następnie przez WBC (1987),  WBA (1988) i WBO (1989). Jej limit wynosi 47,6 kg (105 funtów).
Każda z federacji boksu zawodowego uznaje swoich mistrzów świata i prowadzi własne listy bokserów ubiegających się o tytuł. Poniżej zestawiono mistrzów świata czterech podstawowych organizacji boksu zawodowego:
- World Boxing Association (WBA) powstała w roku 1962 na bazie istniejącej od 1921 roku National Boxing Association (NBA),
- World Boxing Council (WBC) założona w roku 1963,
- International Boxing Federation (IBF) założona w 1983,
- World Boxing Organization (WBO) założona w roku 1988.
| Zdobycie tytułu | Utrata tytułu            | Mistrz                  | Mistrz            | Organizacja | Obrona tytułu |
| --- | ------------------------ | ----------------------- | ----------------- | ----------- | ------------- |
| 14 czerwca 1987 | grudzień 1987            | Lee Kyung-young         | Korea Południowa  | IBF         | 0             |
| Lee został pierwszym mistrzem IBF w wadze słomkowej po pokonaniu Japończyka Masaharu Kawakami. Zrezygnował z tytułu, preferując konfrontację z Hiroki Ioką o tytuł organizacji WBC.                                           |                          |                         |                   |             |               |
| 18 października 1987 | 13 listopada 1988        | Hiroki Ioka             | Japonia           | WBC         | 2             |
| Ioka został pierwszym mistrzem organizacji WBC w wadze słomkowej po pokonaniu Taja Mai Thomburifarma. |                          |                         |                   |             |               |
| 10 stycznia 1988 | 1989                     | Leo Gamez               | Wenezuela         | WBA         | 1             |
| Gamez pokonał Kima Bong-juna z Korei Południowej i został inauguracyjnym mistrzem organizacji WBA w wadze słomkowej. Zrezygnował z tytułu ze względu na kontuzję ramienia.                                                    |                          |                         |                   |             |               |
| 24 marca 1988 | 17 czerwca 1989          | Samuth Sithnaruepol     | Tajlandia         | IBF         | 2             |
| 13 listopada 1988 | 12 listopada 1989        | Napa Kiatwanchai        | Tajlandia         | WBC         | 2             |
| 16 kwietnia 1989 | 2 lutego 1991            | Kim Bong-jun            | Korea Południowa  | WBA         | 5             |
| Kim zdobył wakujący tytuł WBA pokonując Kolumbijczyka Agustina Garcię. |                          |                         |                   |             |               |
| 17 czerwca 1989 | 21 września 1989         | Nico Thomas             | Indonezja         | IBF         | 0             |
| 30 sierpnia 1989 | 1991                     | Rafael Torres           | Dominikana        | WBO         | 1             |
| Torres został inauguracyjnym mistrzem organizacji WBO w wadze słomkowej po zwycięstwie nad Kolumbijczykiem Yamilem Caraballo. Został pozbawiony tytułu nie przystępując do jego kolejnej obrony.                              |                          |                         |                   |             |               |
| 21 września 1989 | 22 lutego 1990           | Eric Chavez             | Filipiny          | IBF         | 0             |
| 12 listopada 1989 | 7 lutego 1990            | Choi Jum-hwan           | Korea Południowa  | WBC         | 0             |
| 7 lutego 1990 | 25 października 1990     | Hideyuki Ōhashi         | Japonia           | WBC         | 1             |
| 22 lutego 1990 | 6 września 1992          | Fahlan Sakkreerin       | Tajlandia         | IBF         | 7             |
| 25 października 1990 | 23 sierpnia 1997         | Ricardo López           | Meksyk            | WBC         | 20            |
| 2 lutego 1991 | 14 października 1992     | Choi Hi-yong            | Korea Południowa  | WBA         | 4             |
| 6 września 1992 | 10 grudnia 1992          | Manny Melchor           | Filipiny          | IBF         | 0             |
| 14 października 1992 | 10 lutego 1993           | Hideyuki Ōhashi         | Japonia           | WBA         | 0             |
| 10 grudnia 1992 | 27 grudnia 1997          | Ratanapol Sor Vorapin   | Tajlandia         | IBF         | 19            |
| 10 lutego 1993 | 2 grudnia 1995           | Chana Porpaoin          | Tajlandia         | WBA         | 8             |
| 15 maja 1993 | jesień 1993              | Paul Weir               | Wielka Brytania   | WBO         | 1             |
| Weir zdobył wakujący tytuł WBO, pokonując Meksykanina Fernando Martineza przez TKO w 7r. Zrezygnował z tytułu, przystępując do pojedynku z Josue Camacho o pas WBO w kategorii junior muszej.                                 |                          |                         |                   |             |               |
| 22 grudnia 1993 | 23 sierpnia 1997         | Alex Sánchez            | Portoryko         | WBO         | 6             |
| 2 grudnia 1995 | 13 listopada 1998        | Rosendo Álvarez         | Nikaragua         | WBA         | 5             |
| 23 sierpnia 1997 | grudzień 1997            | Ricardo López           | Meksyk            | WBC i WBO   | 0             |
| López zunifikował tytuły WBC i WBO, pokonując Alexa Sáncheza, a następnie zrezygnował z tytułu WBO. |                          |                         |                   |             |               |
| grudzień 1997 | 13 listopada 1998        | Ricardo López           | Meksyk            | WBC         | 0             |
| 19 grudnia 1997 | 30 maja 1998             | Eric Jamili             | Filipiny          | WBO         | 0             |
| 27 grudnia 1997 | 2001                     | Zolani Petelo           | Południowa Afryka | IBF         | 5             |
| Petelo zrezygnował z tytułu, przechodząc do kategorii junior muszej, gdzie w walce o tytuł IBF, 29 września 2002, przegrał z Ricardo Lópezem przez KO w 8r.                                                                   |                          |                         |                   |             |               |
| 30 maja 1998 | 2001                     | Kermin Guardia          | Kolumbia          | WBO         | 3             |
| Guardia został pozbawiony tytułu ze względu na długotrwały brak aktywności. W 2003 powrócił i kontynuował karierę w kategorii junior muszej. .                                                                                |                          |                         |                   |             |               |
| 13 listopada 1998 | 1999                     | Ricardo López           | Meksyk            | WBA i WBC   | 0             |
| López pokonał Rosendo Álvareza 13 listopada 1998 i zunifikował tytuły WBA i WBC. Zrezygnował z nich, przechodząc do junior muszej, gdzie 2 października 1999, po pokonaniu Willa Grigsby'ego został mistrzem organizacji IBF. |                          |                         |                   |             |               |
| 1999 | 11 lutego 2000           | Wandee Singwancha       | Tajlandia         | WBC         | 0             |
| 23 sierpnia 1998 r. Singwancha został tymczasowym mistrzem WBC, a po rezygnacji Lópeza z tytułu, mistrzem pełnoprawnym. |                          |                         |                   |             |               |
| 9 października 1999 | 20 sierpnia 2000         | Noel Arambulet          | Wenezuela         | WBA         | 0             |
| 11 lutego 2000 | 10 stycznia 2004         | José Antonio Aguirre    | Meksyk            | WBC         | 7             |
| 20 sierpnia 2000 | 6 grudnia 2000           | Jomarie Gamboa          | Filipiny          | WBA         | 0             |
| 6 grudnia 2000 | 16 kwietnia 2001         | Keitarō Hoshino         | Japonia           | WBA         | 0             |
| 16 kwietnia 2001 | 25 sierpnia 2001         | Chana Porpaoin          | Tajlandia         | WBA         | 0             |
| 29 kwietnia 2001 | 9 sierpnia 2002          | Roberto Leyva           | Meksyk            | IBF         | 1             |
| 25 sierpnia 2001 | 19 października 2001     | Yutaka Niida            | Japonia           | WBA         | 0             |
| Niida zrezygnował z tytułu, ogłaszając zakończenie kariery. Powrócił do boksu w lipcu 2003 r.. |                          |                         |                   |             |               |
| 29 stycznia 2002 | 29 lipca 2002            | Keitarō Hoshino         | Japonia           | WBA         | 0             |
| 29 czerwca 2002 | 28 marca 2003            | Jorge Mata              | Hiszpania         | WBO         | 1             |
| 29 lipca 2002 | 3 lipca 2004             | Noel Arambulet          | Wenezuela         | WBA         | 2             |
| 9 sierpnia 2002 | 31 maja 2003             | Miguel Barrera          | Kolumbia          | IBF         | 1             |
| 28 marca 2003 | 3 maja 2003              | Eduardo Ray Márquez     | Nikaragua         | WBO         | 0             |
| 3 maja 2003 | sierpień 2007            | Iván Calderón           | Portoryko         | WBO         | 11            |
| Calderón zrezygnował z tytułu, zostając mistrzem WBO w kategorii junior muszej po pokonaniu 25 sierpnia 2007 - Hugo Fidela Cazaresa.                                                                                          |                          |                         |                   |             |               |
| 31 maja 2003 | 4 października 2003      | Edgar Cardenas          | Meksyk            | IBF         | 0             |
| 4 października 2003 | 14 września 2004         | Daniel Reyes            | Kolumbia          | IBF         | 1             |
| 10 stycznia 2004 | 18 grudnia 2004          | Eagle Den Junlaphan     | Tajlandia         | WBC         | 1             |
| 3 lipca 2004 | 15 września 2008         | Yutaka Niida            | Japonia           | WBA         | 7             |
| 14 września 2004 | 7 lipca 2007             | Muhammad Rachman        | Indonezja         | IBF         | 3             |
| 18 grudnia 2004 | 4 kwietnia 2005          | Isaac Bustos            | Meksyk            | WBC         | 0             |
| 4 kwietnia 2005 | 6 sierpnia 2005          | Katsunari Takayama      | Japonia           | WBC         | 0             |
| 6 sierpnia 2005 | 29 listopada 2007        | Eagle Den Junlaphan     | Tajlandia         | WBC         | 4             |
| 7 lipca 2007 | 14 czerwca 2008          | Florante Condes         | Filipiny          | IBF         | 0             |
| 30 września 2007 | marzec 2011              | Donnie Nietes           | Filipiny          | WBO         | 4             |
| Donnie Nietes zrezygnował z tytułu, przechodząc do kategorii junior muszej. |                          |                         |                   |             |               |
| 29 listopada 2007 | 11 lutego 2011           | Oleydong Sithsamerchai  | Tajlandia         | WBC         | 6             |
| 14 czerwca 2008 | 26 marca 2010            | Raúl García             | Meksyk            | IBF         | 3             |
| 15 września 2008 | 2010                     | Román González          | Nikaragua         | WBA         | 3             |
| González zrezygnował z tytułu, przechodząc do kategorii junior muszej. |                          |                         |                   |             |               |
| 26 marca 2010 | 1 września 2012          | Nkosinathi Joyi         | Południowa Afryka | IBF         | 2             |
| 5 listopada 2010 | 19 kwietnia 2011         | Kwanthai Sithmorseng    | Tajlandia         | WBA         | 0             |
| 11 lutego 2011 | 20 czerwca 2012          | Kazuto Ioka             | Japonia           | WBC         | 2             |
| 19 kwietnia 2011 | 30 lipca 2011            | Muhammad Rachman        | Indonezja         | WBA         | 0             |
| marzec 2011 | 27 sierpnia 2011         | Raúl García             | Meksyk            | WBO         | 1             |
| García 30 października 2010 po pokonaniu Luisa De la Rosy zdobył tytuł mistrza tymczasowego. Po przejściu Donnie Nietesa do wyższej kategorii, otrzymał tytuł mistrza pełnoprawnego.                                          |                          |                         |                   |             |               |
| 30 lipca 2011 | 24 października 2011     | Pornsawan Porpramook    | Tajlandia         | WBA         | 0             |
| 27 sierpnia 2011 | Nadal                    | Moisés Fuentes          | Meksyk            | WBO         |               |
| 24 października 2011 | 20 czerwca 2012          | Akira Yaegashi          | Japonia           | WBA         | 0             |
| 20 czerwca 2012 | czerwiec 2012            | Kazuto Ioka             | Japonia           | WBC i WBA   | 0             |
| 29 czerwca Ioka ogłosił rezygnację z tytułu mistrza federacji WBC. |                          |                         |                   |             |               |
| czerwiec 2012 | październik 2012         | Kazuto Ioka             | Japonia           | WBA         | 0             |
| Ioka zrezygnował z tytułu WBA, przechodząc do kategorii junior muszej. |                          |                         |                   |             |               |
| 1 września 2012 | 30 marca 2013            | Mario Rodríguez         | Meksyk            | IBF         | 0             |
| 24 listopada 2012 | 5 lutego 2014            | Xiong Zhaozhong         | Chiny             | WBC         | 2             |
| Zhong zdobył wakujący tytuł po zwycięstwie nad Meksykaninem Javierem Martinezem Resendizem. |                          |                         |                   |             |               |
| 31 grudnia 2012 | styczeń 2014             | Ryō Miyazaki            | Japonia           | WBA         | 2             |
| Miyazaki zdobył wakujący tytuł po zwycięstwie nad Tajem Pornsawanem Porpramookiem. (Miyazaki zwakował tytuł, przechodząc do wyższej kategorii).                                                                               |                          |                         |                   |             |               |
| 30 marca 2013 | 9 sierpnia 2014          | Katsunari Takayama      | Japonia           | IBF         | 2             |
| 13 lipca 2013 | 22 marca 2014            | Merlito Sabillo         | Filipiny          | WBO         | 1             |
| 5 lutego 2014 | 6 listopada 2014         | Oswaldo Novoa           | Meksyk            | WBC         | 1             |
| 1 marca 2014 | 19 marca 2016            | Hekkie Budler           | Południowa Afryka | WBA         | 4             |
| 22 marca 2014 | październik 2014 (wakat) | Francisco Rodríguez Jr. | Meksyk            | WBO         | 1             |
| 9 sierpnia 2014 | grudzień 2014 (wakat)    | Francisco Rodríguez Jr. | Meksyk            | IBF         | 0             |
| 6 listopada 2014 | Nadal                    | Chayaphon Moonsri       | Tajlandia         | WBC         | 6             |
| 31 grudnia 2014 | 2 marca 2015             | Katsunari Takayama      | Japonia           | IBF & WBO   | 0             |
| Takayama zrezygnował z pasa WBO, zachowując tytuł IBF. |                          |                         |                   |             |               |
| 2 marca 2015 | 31 grudnia 2015          | Katsunari Takayama      | Japonia           | IBF         | 2             |
| 30 maja 2015 | 30 kwietnia 2016 (wakat) | Kōsei Tanaka            | Japonia           | WBO         | 0             |
| 31 grudnia 2015 | Nadal                    | José Argumedo           | Meksyk            | IBF         | 2             |
| 19 marca 2016 | 29 czerwca 2016          | Byron Rojas             | Nikaragua         | WBA         | 0             |
| 29 czerwca 2016 | Nadal                    | Thammanoon Niyomtrong   | Tajlandia         | WBA         | 1             |
| 20 sierpnia 2016 | Nadal                    | Katsunari Takayama      | Japonia           | WBO         | 0             |
| Takayama zdobył wakujący pas WBO, po pokonaniu swego rodaka Riku Kano. |                          |                         |                   |             |               |